# Rick Fenn
Richard "Rick" Fenn (Oxford 23 de maig de 1953) és un guitarrista de rock anglès. És més conegut per haver estat membre de la banda 10cc des de 1976. També ha col·laborat amb Mike Oldfield, Rick Wakeman, el cantant de Hollies Peter Howarth i el bateria de Pink Floyd Nick Mason.

## Història
La carrera musical de Fenn va començar a Oxford on era líder de la banda escolar 'Bagshot Louie'. La banda va plegar amb el final de l'any escolar el 1971 i Fenn es va traslladar a Cambridge, per assistir a la Cambridge College of Arts & Technology.
Després de completar un curs d'estudis empresarials de grau HND, Fenn es va unir a una banda de Cambridge anomenada Hamilton Gray que es va traslladar a Manchester i es va convertir en la banda 'Gentlemen'. El seu debut televisiu en un espectacle anomenat "So It Goes" (juntament amb els Sex Pistols) va donar lloc a una complicitat amb Paul Burgess que, poc després, el va recomanar al grup 10CC al qual es va unir a finals de 1976 en el llançament de l'àlbum The Deceptive Bends i des de llavors n'ha estat membre.
A partir de 1979, també va realitzar gires i gravar amb Mike Oldfield. Amb ell va co-escriure la cançó "Family Man" que va arribar a ser un gran èxit.
El 1985 Fenn va escriure i va gravar el seu propi disc Profiles amb el bateria de The Pink Floyd, Nick Mason. El senzill de l'àlbum, "Lie for a Lie", cantat per David Gilmour i amb Maggie Reilly va ser un èxit a USA. També en la dècada de 1980 Fenn i Mason van formar Bamboo Music, una companyia que va produir música per a clients corporatius.
Amb els anys ha fet gires amb artistes com Rick Wakeman, Jack Bruce, Elkie Brooks i Wax (amb Andrew Gold i Graham Gouldman). Com a guitarrista, ha gravat amb nombrosos artistes, entre ells Cliff Richard, Peter Green, Agnetha (ABBA), Marilyn, Sniff 'n' the Tears, John Wetton i Justin Hayward.
A partir dels anys 80, Fenn va dedicar més temps a compondre i va escriure innombrables partitures per a documentals, drames i comèdies de T.V. i una sèrie de llargmetratges. Entre ells hi havia White of the Eye que va ser una altra col·laboració amb Nick Mason. Al llarg dels anys ha guanyat diversos premis per a peces comercials d'alt perfil.
Una banda sonora li va permetre guanyar un premi Gold Clio als Estats Units el 1989 per a la millor cançó, incloent Peter Howarth a la veu. Va formar una associació d'escriptura amb Howarth, ara el cantant principal dels Hollies, i el 1990 va escriure una òpera rock anomenada "Robin, Prince of Sherwood" que va recórrer el Regne Unit durant un any i va passar quatre mesos al West End. Fenn i Howarth tenen en marxa altres projectes. També munten periòdicament una companyia de músics destacats i actuen com els Feramones.
Fenn va recórrer recentment tota Alemanya com a part de 10cc fent concerts de Nokia Night of the Proms (2008) on, a més de 10cc, va actuar amb Tears For Fears, Robin Gibb i Kim Wilde.
Quan no treballa amb 10CC, Fenn passa la major part del seu temps a casa seva a prop de Byron Bay, Nova Gal·les del Sud, a Austràlia, amb la seva esposa i filla Heather i Ruby-Mae, on també ha col·laborat amb la llegenda australiana del rock Brian Cadd en diversos projectes.

## Discografia

### Mason + Fenn
Profiles – 1985
Life Could Be a Dream – 1986 (film soundtrack)
White of the Eye – 1987
Body Contact – 1987
Tank Malling – 1989

### 10cc
Live and Let Live – 1977
Bloody Tourists – 1978
Look Hear? – 1980
Ten Out of 10 – 1981
Windows in the Jungle – 1983
Best of 10cc – 1980
The Collection – 1987
10cc Alive – 1993
Mirror Mirror – 1995
Live in Concert – 1985 (Video)
Changing Faces – 1998 (Video)
Ultimate Collection – 2003
Greatest Hits ... And More – 2006 DVD
Clever Clogs DVD – 2008

### Amb Eric Stewart
Girls – 1980
Frooty Rooties – 1982

### Amb Graham Gouldman
Animalympics (1980)
And Another Thing... (2000)
Love and Work (2012)

### Amb Agnetha Fältskog
Eyes of a Woman – 1985

### Amb Peter Howarth
Robin Prince of Sherwood – 1992
Androcles and the Lion – 1995
Circle of Four – 1995

### Amb Mike Oldfield
QE2 – 1980
Live at Montreux 1981 – 1981
Five Miles Out – 1982
Crises – 1983
Islands – 1987

### Amb Rick Wakeman
Crimes of Passion (soundtrack) – 1984
Silent Nights – 1985
Live at Hammersmith – 1985

### Sniff 'n' the Tears
Love Action – 1981

### Amb Michael Mantler
Live – 1987 – with Jack Bruce and Nick Mason
Many Have No Speech – (Watt/ECM) — with Jack Bruce Marianne Faithfull, Robert Wyatt
The Watt Works Family Album – : (WATT/ECM) —
Folly Seeing All This – 1993: (ECM) —

### Amb Peter Green
Blues for Dhyana – 1998
The Clown – 2001

### Amb Tanita Tikaram
The Cappucino Songs – 1998